# Розен, Джеффри Адам
Джеффри Адам Розен (англ. Jeffrey Adam Rosen; род. 2 апреля 1958, Бостон) — американский юрист и политический деятель, исполняющий обязанности генерального прокурора (2020—2021).

## Биография
В 1979 году получил степень бакалавра в Северо-Западном университете, в 1982 году с отличием окончил Гарвардскую школу права, получив степень доктора права.
С 1982 года занимался адвокатской практикой в юридической фирме Kirkland & Ellis. Причастен к выработке юридической базы по регулированию экологических требований к автомобильному горючему и по использованию беспилотных летательных аппаратов. В 2003—2006 годах занимал должность юрисконсульта Министерства транспорта США, в 2006—2009 годах находился на аналогичном посту в Административно-бюджетном управлении. В 2008 году президент Буш номинировал Розена на должность федерального судьи, но контролируемый в тот период демократами Сенат США отказался утвердить назначение.
В мае 2017 года Сенат утвердил назначение Розена на должность заместителя министра транспорта США.
22 мая 2019 года приведён к присяге в качестве заместителя генерального прокурора США.
24 декабря 2020 года, за несколько недель до истечения срока президентских полномочий Дональда Трампа, начал временно исполнять обязанности генерального прокурора США после отставки Уильяма Барра.